# Ярхініо Антонія
Ярхініо Антонія (нід. Jarchinio Antonia; нар. 27 грудня 1990, Амстердам) — нідерландський футболіст, фланговий півзахисник клубу «Гоу Ехед Іглз» та національної збірної Кюрасао.

## Клубна кар'єра
Вихованець клубу «АДО Ден Гаг». За першу команду дебютував 12 вересня 2010 року в домашньому матчі проти «Де Графсхапа». Проте в рідній команді не закріпився, зігравши до кінця року лише у 3 матчах чемпіонату.
У січні 2011 року він був відданий в оренду в «Гоу Ехед Іглз» з Ерстедивізі до кінця сезону. 1 квітня 2011 року клуб викупив контракт гравця, з яким підписав контракт на два сезони з можливістю продовження ще на один рік. За підсумками сезону 2012/13 Антонія допоміг клубу вийти в елітний дивізіон.
Влітку 2014 року уклав контракт з клубом «Гронінген» і в першому ж сезоні виграв з командою Кубок Нідерландів. У фінальному матчі він віддав дві гольові передачі на Альберта Руснака і допоміг команді виграти 2:0, для якої це став першим національним кубком в історії. Всього у складі команди провів два роки своєї кар'єри гравця.
6 вересня 2016 року Антонія повернувся в «Гоу Ехед Іглз». Відтоді встиг відіграти за команду з Девентера 29 матчів в національному чемпіонаті.

## Виступи за збірну
23 березня 2016 року дебютував в офіційних матчах у складі національної збірної Кюрасао в товариській грі проти Барбадосу (0:1).
Влітку 2017 року у складі збірної став переможцем Карибського кубка, а наступного місяця був учасником розіграшу Золотого кубка КОНКАКАФ 2017 року у США.
Наразі[коли?] провів у формі головної команди країни 14 матчів.

## Досягнення
- Володар Кубка Нідерландів: 2014-15
- Переможець Карибського кубка: 2017
- Володар Кубка Кіпру: 2018-19